# Serralleria
La serralleria és un ofici o professió dedicada a la reparació i manteniment de panys, cadenats, cilindres tant de portes comuns com així també de vehicles, en definitiva el serraller treballa amb tots els sistemes de panys i tancaments coneguts. Un pany és un mecanisme que assegura edificis, habitacions, gabinets o altres llocs d'emmagatzematge contra el robatori. Els professionals de la serralleria són anomenats serrallers. La serralleria és una de les formes més antigues de l'enginyeria de seguretat. També es diu serralleria al lloc on treballen els serrallers de manera que tot el material que el manyà necessita és a la serralleria i on es ven i realitzen còpies de les claus al taller.
Una clau es fa servir habitualment per obrir un pany. El manyà pot obrir el pany sense disposar d'una clau per això acudim a ells quan perdem les claus. També sap realitzar tot tipus d'arranjaments en els panys, instal·lar i arreglar panys.
Les còpies de claus les fan els serrallers en els seus tallers, són generalment de bronze tou, ja que els panys també són de bronze. Hi ha molts tipus de panys, per tant hi ha molts tipus de claus. La més comuna és la tipus Yale que es fa servir pràcticament en tots els països.
Les claus mestres no existeixen, només es poden fer claus mestres que obrin una quantitat determinada de panys. Per exemple si tinc 10 cadenats d'aquest tipus, puc preparar una clau mestra que obri els 10 cadenats, mantenint cada cadenat seva clau individual. Les fàbriques de cadenats ofereixen aquest producte, que és d'alt cost. Un manyà amb experiència ho pot fer també. A aquesta modalitat se l'anomena "ensinistrament de claus", i a la clau que obre tots els panys d'una sèrie donada, "clau mestra". Els ensinistraments són, en general, més fàcils de manipular mitjançant rossinyols que els panys individuals.
També existeixen els canvis de sistema, que consisteix a variar la mida dels pins que són els que no permet que qualsevol clau obri, aquests pins van en el cilindre on s'introdueix la clau. En variar els pins, també canvia el sistema de la clau amb el qual només obriran les claus noves i qualsevol clau que hagi deixaria d'obrir.
Existeix el que s'anomena comunament clau amb mostra que és fer una còpia en la màquina duplicadora utilitzant una mostra ja existent, és ràpid i de baix cost, també hi ha les claus sense mostra que consisteix a confeccionar un clau que no existeix, tenint només el pany, cadenat, etc.
Aquest procediment és més difícil i costós, ja que es fa en general desarmant l'article per extreure el cilindre i així confeccionar la clau manualment usant llimes molt fines de matriceria.

## El serraller

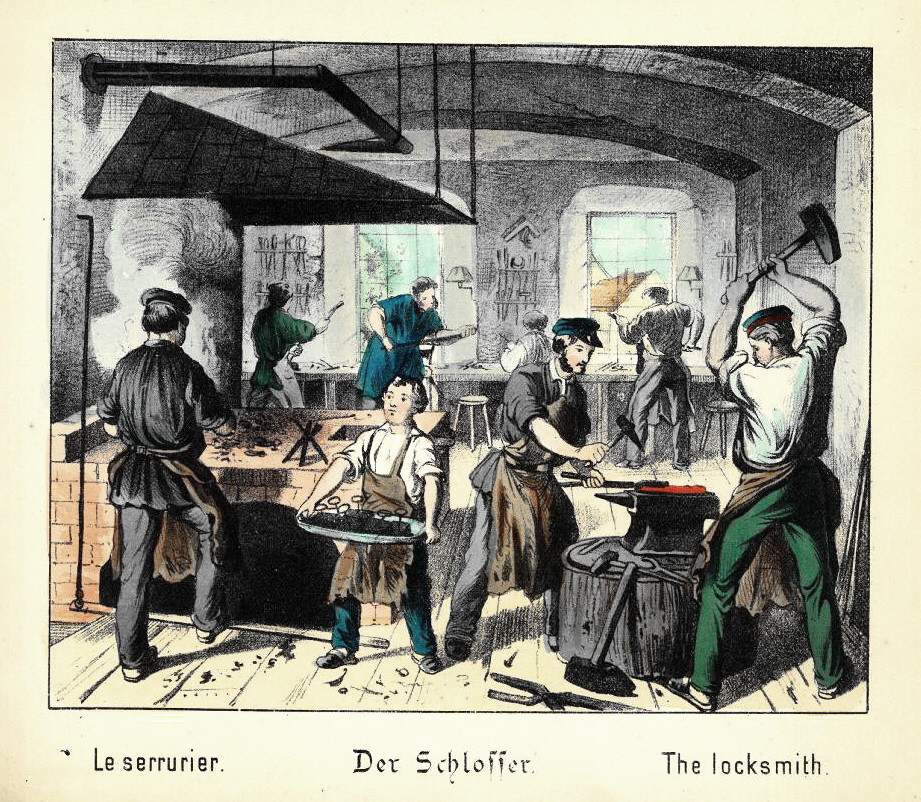
Taller d'un serraller, (ca. 1880).

Un serraller o manyà és aquell individu que coneix l'art d'obrir panys (com a conseqüència que antigament era l'artesà que els feia). El serraller treballa a la serralleria.

Té diferents tipus de coneixements, des obrir portes i desmuntar panys fins "masteritzar" una clau, el que significa que amb una sola clau es puguin obrir un determinat nombre de panys o de cadenats. També s'encarrega de realitzar còpies de claus i reparació de panys. De fet actualment les còpies de claus es fan amb màquines semiautomàtiques a una ferreteria o als anomenats ràpids a les grans superfícies.
Avui dia, els serrallers poden obrir tota mena de portes, caixes fortes i cadenats sense trencar-los. A part d'això en el seu treball realitzen canvis de panys sencers o només del bombí, de portes de garatge, de persianes de comerç, o de cotxes, encara que degut a la limitació de les marques per motius de seguretat aquesta última tasca ha quedat limitada als concessionaris oficials.